# Otoniela quadrivittata
Espèce
Synonymes
- Temnida quadrivittata Simon, 1897
- Teudis sordidus Mello-Leitão, 1941

Otoniela quadrivittata est une espèce d'araignées aranéomorphes de la famille des Anyphaenidae.

## Distribution
Cette espèce se rencontre au Venezuela au District de la capitale et au Bolívar et en Argentine dans la province de Santa Fe,.

## Description
Le mâle holotype mesure 3 mm.
Le mâle décrit par Brescovit en 1997 mesure 2,67 mm et la femelle 4,50 mm.

## Systématique et taxinomie
Cette espèce a été décrite sous le protonyme Temnida quadrivittata par Simon en 1897. Elle est placée dans le genre Otoniela par Brescovit en 1997
Teudis sordidus a été placée en synonymie par Brescovit en 1997.

## Publication originale
- Simon, 1897 : Études arachnologiques. 27e Mémoire. XLII. Descriptions d'espèces nouvelles de l'ordre des Araneae. Annales de la Société entomologique de France, vol. 65, p. 465-510 (texte intégral).